# 小河等
小河 等（おがわ ひとし、1956年2月15日 - 1992年5月24日）は、日本のレーシングドライバーである。愛知県岡崎市出身。1989年全日本F3000選手権チャンピオン。

## 来歴

### デビュー
ハヤシレーシング（東大阪市）のメカニックを経て、1979年鈴鹿シルバーカップFL500でレースデビュー。ハヤシレーシングの社員レーサーとして1981年に全日本F3選手権へステップアップしての参戦開始。資金的な面からフル参戦はできず全9戦中5戦の出場だったが、第6戦筑波での4位を最高にランキング8位に入る。1982年には開幕戦鈴鹿でコースアウト、リタイヤとなった際にマシンが大破し身体ダメージもあったことから数戦欠場。復帰後は予選上位の常連となり、第7戦鈴鹿で2位表彰台に立つ。前年よりランキングも上昇し6位となった。
1983年にレイズ・レーシング・ディビジョン（東大阪市）に入社し、同社のラリーチームのエンジニア兼メカニックとして全日本ラリーに帯同した。また、社員レーサーとして同社のアルミホイールブランド「VOLK(ボルク)」の名を冠したVOLKレーシングより全日本F2選手権にステップアップしたが、1983年はマーチ・トヨタで最高位10位（ランキング19位）、1984年はマーチ832・BMWで最高位8位（ランキング18位）と2年間参戦するに止まり、1985年から主な参戦を全日本耐久選手権へと移し、レイズからトムス・84Cと85C（浅井順久 とのコンビ）で参戦した。富士グランチャンピオンレースにもレイズから参戦。
1986年にトムスに移籍、トヨタワークスの一員となり、全日本耐久選手権にミノルタ・カラーのトムス・86C/トヨタ35号車で参戦。トヨタ・トムスとは以後1992年SWC参戦まで契約し続ける長い関係となり、1988年から1990年までルマン24時間耐久レースへも参戦、全日本ツーリングカー選手権へも1991年までトムスより「スープラ」や「レビン」で参戦し「トヨタ・トムスの小河」のイメージを強くした。

### F3
1987年、トムスから再び全日本F3選手権にフル参戦。富士フイルムのスポンサードを得たグリーンのラルト・トヨタを駆り、以前のF3参戦時よりも強力な体制での参戦環境を得ると最終戦までロス・チーバーとチャンピオン争いを展開した。2勝、2位4回、3位2回と高い安定感と速さを発揮したが、僅差でチャンピオンを逃しランキング2位。翌シーズンのF3000ステップアップ参戦を希望し、トムスの舘信秀社長がスポンサー獲得に動いていたが開幕までに話がまとまらなかったため、小河は引き続きトムスよりF3に参戦することになった。
1988年の全日本F3選手権には、トヨタ・グループC活動と同じくアパレル企業「taka-Q」のスポンサーを得て、第8戦鈴鹿で1勝を挙げランキング4位。同年途中からは念願の全日本F3000選手権にレイトンハウスのマーチ・88B無限を駆り5戦スポット参戦、出走したレースはすべて完走する安定感を見せた。

### F3000
1989年、全日本F3000ではオートビューレック・モータースポーツ（ステラインターナショナル）からオファーを受け移籍しフル参戦が実現。前年型マシンで開幕を迎えたこともあり当初は注目されていなかったが、開幕戦鈴鹿で2位に入りF3000での初表彰台に立つ。第2戦富士でも2位と連続表彰台を獲得し、その後も4位-4位-リタイア（他車のスピンに巻き込まれた）-2位と抜群の安定感を発揮。9月の鈴鹿では初のポールポジションを獲得すると、決勝でもポール・トゥ・ウインとなる完勝でF3000初優勝を達成し、ポイントランキングのトップに立った。
最終戦の鈴鹿ではレース早々にマシントラブルが発生しリタイアとなってしまったが、タイトル争いのライバルだったロス・チーバーも最終ラップで中子修（小河とはレースデビュー時から親友であった）と接触しリタイア、ノーポイントに終わったために小河が全日本F3000シリーズチャンピオンを獲得。国内最高峰カテゴリーでのタイトル獲得を達成した。
また当時グループCカーで争われていたル・マン24時間レースや全日本スポーツプロトタイプカー耐久選手権（JSPC）ではトヨタのワークスドライバーを務めており、1988年から1989年にかけて「taka-Qトヨタ」の一員としてパオロ・バリッラやステファン・ヨハンソンなどF1ドライバーと組んでトヨタ・88Cおよび89C-Vを走らせると、同じマシンで彼らと遜色ないタイムを記録した。1989年の全日本F3000選手権タイトル獲得により、小河がスーパーライセンスの取得条件をクリアしていたことから、ロータスやミナルディやアロウズなどのF1チームからスポンサー持込条件でF1参戦のオファーもあった。しかし、資金面の問題が整わなかったため契約締結には至らなかった。
1990年、引き続きステラより全日本F3000選手権に参戦。2位が5回と持ち味である安定した速さを見せたが優勝が無く、チャンピオンとなった星野一義に及ばずランキング2位となる。1991年も2位が2回で優勝に届かず全日本F3000ランキング5位で終了。なお同年夏には鈴鹿でブラバム・ヤマハのF1マシンをテストドライブしている。

### SWC
1992年はトヨタがスポーツカー世界選手権（SWC）へのフル参戦を開始したことに伴い、SWCに参戦するトヨタ・TS010のドライバーに起用され、モンツァ・サーキットで行われた開幕戦で優勝した。この優勝は、日本人として、初めてのSWCでの優勝だった。しかし同シリーズの第2戦が中止になった事で、急遽帰国し全日本F3000選手権第4戦鈴鹿GPにスポット参戦することになった。結果的にこれが小河の人生最後のレースとなってしまった。

### 事故死
5月24日、フルエントリーするSWCとスケジュールが被らなかった全日本F3000選手権第4戦・鈴鹿にセルモから参戦。決勝レースでは27周目、4位争いをしていたアンドリュー・ギルバート＝スコットと小河は0.165秒差でコントロールラインを通過した。
直後の1コーナーで小河はスコットを追い抜きにかかった。インにフェイントをかけたあとアウトにラインを変えた瞬間、2台は接触。小河のマシンはスコットのギアボックスに乗り上げ、絡み合ったままコントロールを失って1コーナーでコースアウトした。小河のマシンは減速できないまま波状に設置されたサンドトラップをジャンプ台のようにして飛び上がり、コースサイドのタイヤバリアを飛び越えてディブリーフェンスの支柱に真正面から激突した。
小河は頸椎に深刻なダメージと右足下複雑骨折を負い、鈴鹿市内の病院へ搬送されたが、事故から約2時間30分後の16時59分に脳幹損傷により死亡した。享年36歳。また、この事故でビデオカメラマンの男性がカメラマン台より外へ飛ばされ全身打撲の重体を負い、勢病院へ収容され治療を行ったが死亡した。
小河が出場するはずだった同年6月のル・マン24時間レース決勝で、トヨタ・TS010はプジョー・905との死闘の末2位を獲得、優勝こそ果たせなかったものの、関谷正徳は亡き盟友である小河の遺影を表彰台で高く掲げた。またトムスは小河の享年である「36」をチームの永久象徴ナンバーとして、以後のレースでも永らく用いるようになった。

## 人物
- モータースポーツ関係者からは、「和製プロスト」[6]（または「和製ブーツェン」）、「最も安全な走りをするレーサー」[7]、「事故とは無縁だった男」[1]、「遅れてきたエース」[1]、「世界に通用する日本唯一のCカードライバー」[1]と評価されていた。
- 1983年から3年間勤務先だったレイズの斯波眞澄社長は、当時の小河について「いつも飄々と仕事に励んでいました。協調性があって、すぐにみんなと仲良くやっていましたよ。彼は理論派で、とにかく頭が良かったという印象が強いですね」と語っている[8]。
- 1989年の全日本F3000選手権参戦の際、小河に声をかけたセルモの佐藤正幸は、当時の小河の事を「小河くんは恵まれない環境で走っていたけれど、全日本F3にデビューしたころから能力は高く評価していました。それで1988年シーズン終了後に乗せてみたところ、最初から速いんですよ。たしか3、4番手のタイムを出していたと思います。それにしてもあの礼儀正しい静かな男がクルマに乗ると別人のように速い。そのギャップが衝撃的だった」と回顧している[9]。
- 1989年の全日本F3000選手権のように1位にはならずとも着実に2位を確保することでシリーズチャンピオンに輝くことから「史上最強の2位」と呼ばれることもあった。
- 星野は1990年のインタビューで「最終的には、小河（等）ちゃんのあのアクセルワークだよ。あの冷静さ、あのハンドリング」と小河のドライビングスタイルについてこれ以上ない評価をしている[10]。また「僕のあとは小河クンしかいないよ」と絶賛していた[11]。小河の外見についても「レーシングドライバーの顔してないもんね。すごく穏やかな学校の先生みたいな」と語っていた[12]。
- 関谷は小河について「ムチャクチャ頭のいいドライバーだった。応用力があったし、能ある鷹は爪を隠すことも知っていた。知識とそれを応用するだけの能力を持っていたよね」と語っている[13]。
- 人望が厚く、追跡LIVE! Sports ウォッチャーで舘信秀は「一言で良いやつ。人のせいにしない、人の悪口を言わない」「今でも彼のことを語ると涙が出そうになる」と語り、小河の死を看取った後小河の妻・雅子に「大怪我をした」と電話で嘘をついた話をする途中、涙で喋れなくなるシーンがあった。
- 妻の雅子はわずか3年間という短い期間の結婚生活であったが愛は深く、等の使っていた一台のフォーミュラカーを買い取り、等の故郷愛知県岡崎市のガレージにトロフィーや遺品などと共に大切に保管している。
- 死亡事故当時1歳1ヶ月だった息子の小河諒も父の後を継いでレーシングドライバーとなった。2013年と2014年にポルシェ・カレラカップ、2015年には全日本F3・Nクラスでシリーズチャンピオンを獲得するなどの成長を見せている。

## レース戦績
- 1987年 全日本F3選手権シリーズ 2位  2勝､2PPを記録
- 1988年 全日本F3選手権シリーズ 4位  1勝､1FLを記録
- 1989年 全日本F3000選手権シリーズチャンピオン 1勝､3PP､1FLを記録
- 1990年 全日本F3000選手権シリーズ 2位 入賞7回（最高位 2位）を記録
- 1991年 全日本F3000選手権シリーズ 5位 入賞6回（最高位 2位）を記録
- 1992年 全日本F3000選手権にスポット参戦 シリーズ16位 入賞1回（5位）を記録

### 全日本F3選手権
| 年     | チーム                    | シャシー                            | エンジン | 1       | 2       | 3     | 4       | 5       | 6     | 7       | 8     | 9       | 10     | 順位 | ポイント |
| ------ | ------------------------- | ----------------------------------- | -------- | ------- | ------- | ----- | ------- | ------- | ----- | ------- | ----- | ------- | ------ | ---- | -------- |
| 1981年 | ギャロップホイール ハヤシ | マーチ・803B ラルト・RT3 (R9のみ)   |          | SUZ     | TSU     | FSW 5 | NIS     | SUG C   | TSU 4 | NIS Ret | SUZ 5 | SUZ Ret |        | 8位  | 28       |
| 1982年 | TURBO疾風・ハヤシ         | ハヤシ・320 (R1) ハヤシ・321 (R4-9) |          | SUZ Ret | FSW     | NIS   | SUZ Ret | SUG Ret | NIS 4 | SUZ 2   | TSU 5 | SUZ 5   |        | 6位  | 47       |
| 1987年 | 富士メカトムス            | ラルト・RT31                        | トヨタ   | SUZ 3   | TSU Ret | FSW 3 | SUZ 2   | SUG 2   | SEN 2 | NIS 1   | TSU 2 | SUZ 1   | SUZ 5  | 2位  | 112      |
| 1988年 | taka-Qトムス              | ラルト・RT32                        | トヨタ   | SUZ Ret | TSU 2   | FSW 2 | SUZ Ret | SUG Ret | TSU 7 | SEN 3   | SUZ 1 | NIS 5   | SUZ 11 | 4位  | 27       |

### 全日本F2選手権/全日本F3000選手権
| 年     | チーム                               | シャシー                      | エンジン      | 1      | 2      | 3     | 4       | 5       | 6      | 7       | 8       | 9     | 10    | 11      | 順位 | ポイント |
| ------ | ------------------------------------ | ----------------------------- | ------------- | ------ | ------ | ----- | ------- | ------- | ------ | ------- | ------- | ----- | ----- | ------- | ---- | -------- |
| 1983年 | VOLK レイズレーシング                | マーチ・802 マーチ・822       | トヨタ・18R-G | SUZ 13 | FSW    | MIN   | SUZ Ret | SUZ     | FSW    | SUZ 10  | SUZ DNS |       |       |         | 19位 | 1        |
| 1984年 | VOLK レイズレーシング                | マーチ・832                   | BMW・M12/7    | SUZ 8  | FSW 10 | MIN   | SUZ Ret | SUZ DNS | FSW 10 | SUZ Ret | SUZ 14  |       |       |         | 18位 | 5        |
| 1988年 | LEYTON HOUSE RACING                  | マーチ・88B                   | 無限・MF308   | SUZ    | FSW    | MIN   | SUZ 12  | SUG 12  | FSW 11 | SUZ 11  | SUZ 8   |       |       |         | NC   | 0        |
| 1989年 | オートビューレック・モータースポーツ | ローラ・T88/50 ローラ・T89/50 | 無限・MF308   | SUZ 2  | FSW 2  | MIN 4 | SUZ 4   | SUG Ret | FSW 2  | SUZ 1   | SUZ Ret |       |       |         | 1位  | 33       |
| 1990年 | キグナスTONENステラ                  | ローラ・T89/50 ローラ・T90/50 | 無限・MF308   | SUZ 11 | FSW 2  | MIN 2 | SUZ Ret | SUG 4   | FSW 6  | FSW 12  | SUZ 2   | FSW 2 | SUZ 2 |         | 2位  | 34       |
| 1991年 | キグナスTONENステラ                  | ローラ・T90/50                | 無限・MF308   | SUZ 2  | AUT 6  | FSW 3 | MIN Ret | SUZ 2   | SUG 17 | FSW 12  | SUZ 5   | FSW C | SUZ 6 | FSW Ret | 5位  | 20       |
| 1992年 | NISSOセルモ                          | ローラ・T92/50                | 無限・MF308   | SUZ    | FSW    | MIN   | SUZ 5   | AUT     | SUG    | FSW     | FSW     | SUZ   | FSW   | FSW     | 16位 | 2        |

### 全日本耐久選手権/全日本スポーツプロトタイプカー耐久選手権
| 年     | 所属チーム                             | コ.ドライバー                           | 使用車両           | クラス | 1     | 2       | 3       | 4       | 5      | 6       | 7       | 順位 | ポイント |
| ------ | -------------------------------------- | --------------------------------------- | ------------------ | ------ | ----- | ------- | ------- | ------- | ------ | ------- | ------- | ---- | -------- |
| 1985年 | レイズ・レーシング・ディビジョン       | 浅井順久                                | トムス・84C/トヨタ | C1     | SUZ   | FSW 8   | FSW 4   | SUZ 6   | FSW 13 | FSW Ret |         |      | 10       |
| 1986年 | ミノルタレーシングチーム               | 鈴木利男                                | トムス・85C/トヨタ | C1     | SUZ 9 | FSW 9   |         |         |        |         |         | 8位  | 29       |
| 1986年 | ミノルタレーシングチーム               | 鈴木利男 星野薫 (Rd.5)                  | トムス・86C/トヨタ | C1     |       |         | FSW 4   | SUZ 2   | FSW 24 | FSW Ret |         | 8位  | 29       |
| 1987年 | アルファキュービック・レーシングチーム | 戸谷千代三 長坂尚樹                     | ポルシェ・962C     | C1     | SUZ   | FSW Ret | FSW 8   |         | FSW 19 | SEN C   |         | 45位 | 1.5      |
| 1987年 | トヨタ・チームトムス                   | ジェフ・リース 関谷正徳                 | トヨタ・87C        | C1     |       |         |         | SUZ (1) |        |         | FSW Ret | 45位 | 1.5      |
| 1988年 | Taka-Q トヨタ・トムス                  | ティフ・ニーデル パオロ・バリッラ       | トヨタ・88C        | C1     | FSW   | SUZ     | FSW 10  | FSW Ret | SUZ 5  |         |         | 30位 | 9        |
| 1988年 | Taka-Q トヨタ・トムス                  | ステファン・ヨハンソン パオロ・バリッラ | トヨタ・88C-V      | C1     |       |         |         |         |        | FSW 21  |         | 30位 | 9        |
| 1989年 | ミノルタ トヨタ・トムス                | ジェフ・リース ロス・チーバー (Rd.4)    | トヨタ・89C-V      | C1     | FSW 8 | FSW 8   |         | SUZ (2) |        |         |         | 27位 | 6        |
| 1989年 | DENSO トヨタ・トムス                   | パオロ・バリッラ                        | トヨタ・89C-V      | C1     |       |         | FSW 3   |         | FSW 1  |         |         | 27位 | 6        |
| 1990年 | ミノルタ トヨタ・トムス                | 関谷正徳                                | トヨタ・90C-V      | C1     | FSW 1 | FSW C   | FSW Ret | SUZ DSQ | SUG 6  | FSW Ret |         | 14位 | 26       |
| 1991年 | ミノルタ トヨタ・トムス                | 関谷正徳                                | トヨタ・90C-V      | C1     | FSW 3 |         |         |         |        |         |         | 4位  | 85       |
| 1991年 | ミノルタ トヨタ・トムス                | 関谷正徳 アンディ・ウォレス (Rd.2,4)    | トヨタ・91C-V      | C1     |       | FSW 3   | FSW 1   | SUZ 4   | SUG 10 | FSW 2   | SUG 2   | 4位  | 85       |

### ル・マン24時間レース
| 年     | チーム               | コ・ドライバー                    | 車両          | クラス | 周回 | 総合順位 | クラス順位 |
| ------ | -------------------- | --------------------------------- | ------------- | ------ | ---- | -------- | ---------- |
| 1988年 | トヨタ チーム トムス | パオロ・バリッラ ティフ・ニーデル | トヨタ・88C   | C1     | 283  | 24位     | 15位       |
| 1989年 | トヨタ チーム トムス | パオロ・バリッラ ロス・チーバー   | トヨタ・89C-V | C1     | 45   | DNF      | DNF        |
| 1990年 | トヨタ チーム トムス | ジェフ・リース 関谷正徳           | トヨタ・90C-V | C1     | 347  | 6位      | 6位        |

### 世界スポーツプロトタイプカー選手権/スポーツカー世界選手権
| 年     | チーム                                | コ.ドライバー                           | 使用車両           | クラス | 1     | 2       | 3       | 4   | 5      | 6       | 7   | 8   | 9      | 10     | 11  | 順位 | ポイント |
| ------ | ------------------------------------- | --------------------------------------- | ------------------ | ------ | ----- | ------- | ------- | --- | ------ | ------- | --- | --- | ------ | ------ | --- | ---- | -------- |
| 1985年 | レイズ・レーシング・ディビジョン      | 浅井順久                                | トムス・84C/トヨタ | C1     | MUG   | MNZ     | SIL     | LMN | HOC    | MOS     | SPA | BRH | FSW 13 | SHA    |     | NC   | 0        |
| 1986年 | ミノルタ・レーシングチーム            | 鈴木利男 星野薫                         | トムス・86C/トヨタ | C1     | MNZ   | SIL     | LMN     | NOR | BRH    | JER     | NÜR | SPA | FSW 24 |        |     | NC   | 0        |
| 1987年 | renoma アルファキュービックレーシング | 戸谷千代三 長坂尚樹                     | ポルシェ・962C     | C1     | JAR   | JER     | MNZ     | SIL | LMN    | NOR     | BRH | NÜR | SPA    | FSW 19 |     | NC   | 0        |
| 1988年 | taka-Q トヨタ・チーム・トムス         | パオロ・バリッラ ティフ・ニーデル       | トヨタ・88C        | C1     | JER   | JAR     | MNZ     | SIL | LMN 24 |         |     |     |        |        |     | NC   | 0        |
| 1988年 | taka-Q トヨタ・チーム・トムス         | ステファン・ヨハンソン パオロ・バリッラ | トヨタ・88C-V      | C1     |       |         |         |     |        | BRN     | BRH | NÜR | SPA    | FSW 21 | SUN | NC   | 0        |
| 1989年 | taka-Q トヨタ・チーム・トムス         | パオロ・バリッラ                        | トヨタ・89C-V      | Cat.2  | SUZ 6 | DIJ     | JAR     | BRH | NÜR    | DON     | SPA | MEX |        |        |     |      | 6        |
| 1990年 | トヨタ・チームトムス                  | ジェフ・リース                          | トヨタ・90C-V      | Cat.2  | SUZ 4 | MNZ     |         | SPA | DIJ    |         | DON | MTL | MEX    |        |     | 27位 | 3        |
| 1990年 | トヨタ・チームトムス                  | ジェフ・リース                          | トヨタ・89C-V      | Cat.2  |       |         | SIL Ret |     |        | NÜR Ret |     |     |        |        |     | 27位 | 3        |
| 1992年 | トヨタ・チームトムス                  | ジェフ・リース                          | トヨタ・TS010      | C1     | MNZ 1 | SIL Ret | LMN     | DON | SUZ    | MAG     |     |     |        |        |     | 11位 | 20       |

### 全日本ツーリングカー選手権
| 年     | チーム                      | コ.ドライバー                               | 使用車両                    | クラス | 1     | 2       | 3       | 4       | 5       | 6       | 順位 | ポイント |
| ------ | --------------------------- | ------------------------------------------- | --------------------------- | ------ | ----- | ------- | ------- | ------- | ------- | ------- | ---- | -------- |
| 1987年 | ミノルタ トヨタ・トムス     | 星野薫 (Rd.1-3) 関谷正徳 (Rd.4-5)           | トヨタ・カローラ AE82       | Div.3  | NIS 2 | SEN Ret | TSU 9   | SUG Ret | FSW 4   | SUZ Ret |      |          |
| 1988年 | ミノルタ トヨタ・トムス     | ジェフ・リース (Rd.2-3) 関谷正徳 (Rd.1,4-6) | トヨタ・スープラ MA70       | JTC-1  | SUZ 3 | NIS 3   | SEN 5   | TSU     | SUG     | FSW 2   |      |          |
| 1988年 | ミノルタ トヨタ・トムス     | 関谷正徳                                    | トヨタ・カローラレビン AE92 | JTC-3  |       |         |         | TSU Ret | SUG 3   |         |      |          |
| 1989年 | 富士通バイヨ トヨタ・トムス | 関谷正徳                                    | トヨタ・スープラ MA70       | JTC-1  | NIS 2 | SEN 6   | TSU 3   | SUG 4   | SUZ Ret | FSW 2   | 3位  | 116      |
| 1990年 | FUJITSU TEN トヨタ・トムス  | 関谷正徳                                    | トヨタ・スープラ MA70       | JTC-1  | NIS 5 | SUG     | SUZ 10  |         |         |         |      | 39       |
| 1990年 | FUJITSU TEN トヨタ・トムス  | 関谷正徳                                    | トヨタ・カローラレビン AE92 | JTC-3  |       |         |         | TSU     | SEN 6   | FSW 2   |      | 39       |
| 1991年 | FUJITSU TEN トヨタ・トムス  | 関谷正徳                                    | トヨタ・カローラレビン AE92 | JTC-3  | SUG 8 | SUZ Ret | TSU Ret | SEN 1   | AUT 2   | FSW Ret |      | 43       |

## その他
1989年11月4、5日開催の全日本F3000最終戦・鈴鹿で小河はトップ走行中の24周目にリヤサスペンションの折損によりリタイヤしているが、ローラのスタッフは折損の原因は小河がマシンの限界を超えて速く走り過ぎたため、としている。1989年に小河のマシンのメンテナンスを担当していたセルモの佐藤正幸も「瞬間的に考えられないほどのストレスが集中する」ことでマシンが壊れる可能性はあるとしている。小河は9月22、24日開催の第7戦・鈴鹿で1:49.106のコースレコードでポールポジションを獲得しているが、最終戦・鈴鹿では1:46.999という2秒以上速いタイムで再びレコードを更新していた。この1:46.999というタイムは1988年のF1日本グランプリで予選22位に相当するタイムだった。